# Ángel José Gavilán Arganda
Ángel José Gavilán Arganda (Fuentesaúco, província de Zamora, 1948) és un polític basc. Delineant de professió i militant del PSE-PSOE, ha estat regidor de l'ajuntament de Vitòria i membre de les Juntes Generals d'Àlaba, va substituir José Antonio Aguiriano Forniés al Parlament Basc el 1981-1982 i fou diputat per Àlaba a les eleccions generals espanyoles de 1982 i senador a les eleccions generals espanyoles de 1986.